# 勒韦尔内
勒韦尔内（法語：Le Vernet，法語發音：[lə vɛʁnɛ]）是法国阿列省的一个市镇，属于维希区。

## 地理
勒韦尔内（46°6'31"N, 3°27'46"E）面积10.07 平方千米，位于法国奥弗涅-罗讷-阿尔卑斯大区阿列省，该省份为法国中部省份，北起涅夫勒省、西北接谢尔省，西南至克勒兹省，南至多姆山省，东南临卢瓦尔省，东临索恩-卢瓦尔省。
与勒韦尔内接壤的市镇（或旧市镇、城区）包括：阿布雷、比塞、屈塞、维琪。

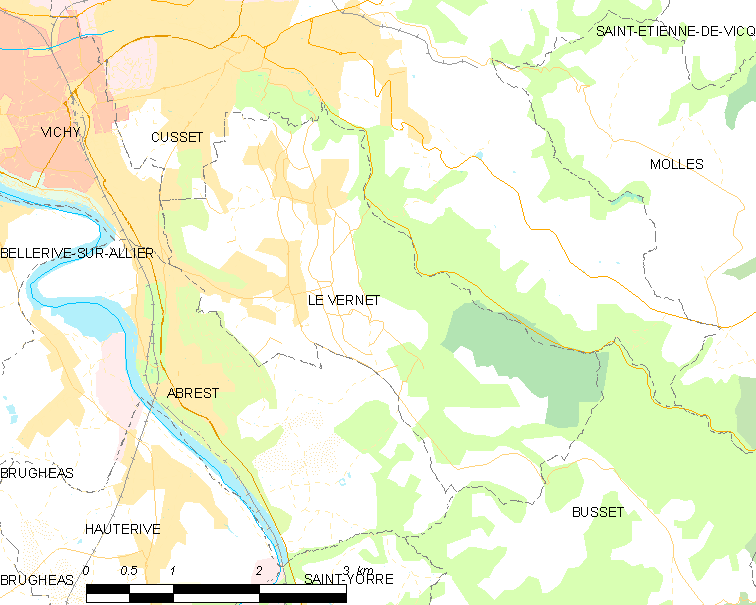
勒韦尔内的OSM定位图

勒韦尔内的时区为UTC+01:00、UTC+02:00（夏令时）。

## 行政
勒韦尔内的邮政编码为03200，INSEE市镇编码为03306。

## 政治
勒韦尔内所属的省级选区为拉帕利斯县。

## 人口

1962-2008年间勒韦尔内人口变化图示

勒韦尔内于2022年1月1日时的人口数量为1914人。